# 土肥幹太
土肥 幹太（どい かんた、2004年11月10日 - ）は、東京都小平市出身のプロサッカー選手。Jリーグ・FC東京所属。ポジションはディフェンダー（DF）。
元日本代表ゴールキーパー（GK）の土肥洋一は実父。

## 来歴
FC東京U-18在籍中の2022年2月、2種登録選手としてトップチームに登録された。同年8月、2023年からのトップチームへの加入が内定した。
同年11月に負傷しリハビリからのプロ生活となったが、2023年6月7日の天皇杯2回戦福島ユナイテッドFC戦で途中出場し、プロとして初の公式戦をプレーした。同年のJ1リーグ最終節湘南ベルマーレ戦でも途中出場し、リーグ戦初出場を記録した。
2024年2月24日の2024J1リーグ開幕戦セレッソ大阪戦にてプロ初先発、初フル出場を果たす。

## 所属クラブ
- odd person junior Football Club

（FC東京サッカースクール アドバンスクラス 小平コース）
- FC東京U-15むさし
- FC東京U-18
  - 2022年 FC東京（2種登録選手）
- 2023年 -  FC東京

## 個人成績
| 国内大会個人成績 | 国内大会個人成績 | 国内大会個人成績 | 国内大会個人成績 | 国内大会個人成績 | 国内大会個人成績 | 国内大会個人成績 | 国内大会個人成績 | 国内大会個人成績 | 国内大会個人成績 | 国内大会個人成績 | 国内大会個人成績 |
| 年度             | クラブ           | 背番号           | リーグ           | リーグ戦         | リーグ戦         | リーグ杯         | リーグ杯         | オープン杯       | オープン杯       | 期間通算         | 期間通算         |
| 年度             | クラブ           | 背番号           | リーグ           | 出場             | 得点             | 出場             | 得点             | 出場             | 得点             | 出場             | 得点             |
| 日本             | 日本             | 日本             | 日本             | リーグ戦         | リーグ戦         | リーグ杯         | リーグ杯         | 天皇杯           | 天皇杯           | 期間通算         | 期間通算         |
| ---------------- | ---------------- | ---------------- | ---------------- | ---------------- | ---------------- | ---------------- | ---------------- | ---------------- | ---------------- | ---------------- | ---------------- |
| 2023             | FC東京           | 32               | J1               | 1                | 0                | 2                | 0                | 1                | 0                | 4                | 0                |
| 2024             | FC東京           | 32               | J1               | 16               | 0                | 1                | 0                | 0                | 0                | 17               | 0                |
| 2025             | FC東京           | 32               | J1               |                  |                  |                  |                  |                  |                  |                  |                  |
| 通算             | 日本             | 日本             | J1               | 17               | 0                | 3                | 0                | 1                | 0                | 21               | 0                |
| 総通算           | 総通算           | 総通算           | 総通算           | 17               | 0                | 3                | 0                | 1                | 0                | 21               | 0                |

- Jリーグ初出場 - 2023年12月3日 J1第34節 湘南ベルマーレ戦（レモンガススタジアム平塚）

## 代表歴
- U-16日本代表
  - トルコ遠征(2020年1月)、SBSカップ(2020年9月)